# Pâtisserie À Trianon
 (août 2025).
La pâtisserie À Trianon est une pâtisserie située à Clermont-Ferrand dans le département français du Puy-de-Dôme, en région Auvergne-Rhône-Alpes.

## Localisation
Le monument se trouve rue du 11-Novembre, dans le centre-ville de Clermont-Ferrand.

## Historique
La boutique, créée en 1900, conserve sa façade d'origine.

### Protection
La devanture et le décor intérieur sont inscrits au titre des monuments historiques par arrêté du 1er juillet 1986.

## Description
Elle comporte une porte centrale, des vitrines, un entresol avec panneaux vitrés et un encadrement décoré de panneaux et corniche. Un store en dentelle "de Milan" surmonte l'enseigne.